# Augenfleck-Breitfußbeutelmaus
Die Augenfleck-Breitfußbeutelmaus (Antechinus bellus) ist ein im tropischen Norden Australiens lebender Vertreter aus der Familie der Raubbeutler (Dasyuridae). Diese lokal häufige Art steht der Gelbfuß-Beutelmaus sehr nahe und wurde ursprünglich als Phascogale bella beschrieben.
Der Artzusatz im wissenschaftlichen Namen ist das lateinische Wort bellus (nett/lieblich).

## Erscheinung
Die Augenfleck-Breitfußbeutelmaus ist einer der größten Vertreter dieser Gattung. Adulte Tiere können 112 bis 145 Millimeter Kopf-Rumpf-Länge und 90 bis 125 Millimeter Schwanzlänge erreichen, wobei sie ein Gewicht von 25 bis 60 Gramm aufweisen. Mit ihrer Farbgebung - vorwiegend blass bis grau, mit weißem Kinn und weißen Pfoten - ist es auch die hellste Breitfuß-Beutelmaus.

## Verbreitung

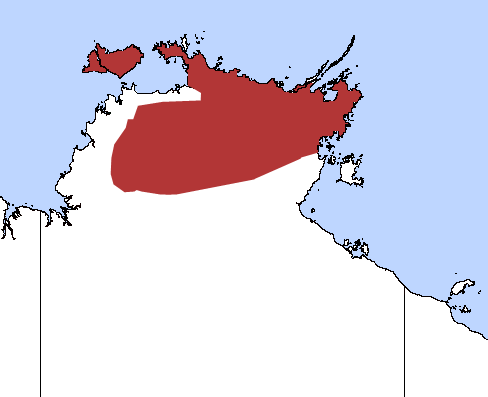
Verbreitung von Antechinus bellus

Die Augenfleck-Breitfußbeutelmaus kommt nur im tropischen Nordterritorium (Australien) vor, wobei die südliche Grenze des Verbreitungsgebietes bei ungefähr bei 14° südlicher Breite gezogen werden kann.

### Habitat
Besiedelt werden vom Monsun beeinflusste Wälder, die in der Regel von Eucalyptus dominiert werden. Diese Bäume sind oft von Termiten ausgehöhlt worden und können somit Unterschlupf und Schutz bieten, außerdem findet sich in den Wäldern eine ausgeprägte Gras- oder Strauchschicht. Die Wälder stehen während der Trockenzeit oft in Flammen. Es handelt sich um die einzige Breitfuß-Beutelmaus, die in diesem Gebiet und diesem Habitat vorkommt.
Die Augenfleck-Breitfußbeutelmaus sucht Schutz in hohlen stehenden oder am Boden liegenden Baumstämmen. Es wurden auch schon Tiere beobachtet, die bei Gefahr in Baumhöhlen in 10 Meter Höhe flüchteten. Ansonsten ist die nächtliche Aktivität und Nahrungssuche auf den Boden beschränkt.

## Nahrung
Bei den wenigen zur Nahrung dieser Art durchgeführten Untersuchungen wurden in den Mägen der Tiere ausschließlich Überreste von Insekten gefunden.

## Fortpflanzung
Die Paarungszeit dieser in den Tropen vorkommenden Art scheint im August zu liegen, aber bereits ab Juni kann bei Männchen Spermienproduktion stattfinden. Die Besonderheiten der Paarung entsprechen dem generellen Muster bei Breitfuß-Beutelmäusen, es sterben also alle Männchen kurz nach der Paarung. Ende September bis Anfang Oktober wurden Geburten von 10 Jungtieren beobachtet, es wurden aber auch trächtige Tiere mit 16 Embryonen untersucht. Da diese Tiere nur 10 Zitzen haben, gehen in einem solchen Fall einige Jungtiere verloren. Genaue Daten dazu liegen aber nicht vor, da es noch nicht gelungen ist, diese Art in Gefangenschaft zu züchten.

## Gefährdung
Die IUCN führt die Augenfleck-Breitfußbeutelmaus als Least Concern (nicht gefährdet).